# Temptation (film, 1935)
Pour les articles homonymes, voir Temptation.
Pour plus de détails, voir Fiche technique et Distribution.
Temptation est un film américain réalisé par Oscar Micheaux, sorti en 1935.

## Synopsis
Helen Ware est une jeune afro-américaine qui pose comme modèle, mais lorsqu'on apprend qu'elle fait des séances nue, son entourage commence à éviter toute fréquentation avec elle.

## Fiche technique
- Titre original : Temptation
- Réalisation, scénario et production : Oscar Micheaux, assisté de László Benedek
- Société de production : Micheaux Film
- Société de distribution : Micheaux Pictures Corporation
- Pays d'origine :  États-Unis
- Langue : anglais
- Format : Noir et blanc – 1.37 :1 – Son : Mono
- Genre : Film musical
- Date de sortie : 1935

## Distribution
- Andrew Bishop : Kid Cotton
- Ethel Moses : Helen Ware
- Lorenzo Tucker : Robert Fletcher